# Killa Fonic
Killa Fonic, pseudonimo di Ionuț Răducanu (Lugoj, 14 febbraio 1989), è un rapper e cantante rumeno.

## Biografia
Originario di Lugoj, si è avvicinato al mondo musicale intorno all'età dei 14 anni, divenendo successivamente membro dei gruppi musicali NPH e Șatra B.E.N.Z. Allo stesso tempo ha lanciato la propria carriera come artista solista, pubblicando il mixtape di debutto Ramses 1989. Sono seguiti gli album in studio Lamă crimă, uscito nel 2017 e promosso da una tournée nazionale, e Trendsetter, messo in commercio due anni dopo, il cui successo ha permesso all'interprete di ottenere il titolo di Miglior artista trap agli Artist Awards. Sempre nello stesso anno ha inciso con i Carla's Dreams la hit Bambolina, che ha scalato la Romanian Top 100 fino al 2º posto, bloccata da Dance Monkey di Tones and I.
Nel 2020 viene pubblicata Miami bici come colonna sonora dal film omonimo, che si è collocata alla 15ª posizione nella hit parade nazionale. Il brano è inoltre risultato il pezzo in rumeno più riprodotto, nonché il 5º in generale, fra gli utenti della Romania su Spotify nel corso dell'anno. La popolarità riscontrata dai dischi III e Beetlejuice ha valso al rapper due candidature nell'ambito degli Artist Awards, oltre a una vittoria.
L'anno successivo ha collaborato con Smiley in Lasa inima sa zbiere, che è divenuto il suo terzo ingresso in top twenty nella graduatoria rumena. Agli Artist Awards annuali ha ricevuto una statuetta su tre nomination.

## Discografia

### Album in studio
- 2017 – Lamă crimă
- 2019 – Trendsetter
- 2020 – III
- 2020 – Beetlejuice
- 2021 – 2089
- 2021 – Terra vista
- 2022 – Osvaldo
- 2024 – Opus magnum (con Gridan)
- 2024 – Radiofonic

### EP
- 2018 – Emotiv munteana
- 2020 – Taxi Driver
- 2023 – SS1000
- 2023 – Mat-sthāni sarva-bhūtāni

### Mixtape
- 2016 – Ramses 1989

### Singoli
- 2016 – Scrum (feat. Connect-R)
- 2016 – Ard
- 2016 – Has mo pele
- 2017 – Dalai Lama
- 2017 – Harneala (feat. Nosfe)
- 2017 – Preludiu lama crima
- 2017 – Exodus
- 2017 – Cand cainii de paza dorm (feat. Nosfe)
- 2017 – 9 ciori
- 2018 – Cum vrea ea
- 2018 – DVNS
- 2018 – Scrum 2
- 2018 – Gangster
- 2018 – 2Milinblunt
- 2018 – Alpha
- 2018 – Tango
- 2019 – K.H.K.
- 2019 – Oameni in negru
- 2019 – Toc
- 2019 – Salbatic pana mor
- 2019 – Chimie organica
- 2019 – Mambo
- 2019 – Nimeni
- 2019 – Fete palide
- 2019 – Richie Rich
- 2019 – Distors
- 2019 – Johnny Cage
- 2019 – Bambolina (con i Carla's Dreams)
- 2019 – Wroom Wroom
- 2019 – Lucifer
- 2019 – Lucy
- 2019 – Haolo (con Nane)
- 2019 – Todos
- 2019 – Ploaia divina
- 2020 – Antidot (feat. Ami)
- 2020 – Miami bici
- 2020 – Go Gettas (con Andrei e Nane feat. bbno$)
- 2020 – Sânge în palme
- 2020 – MTK (con 911)
- 2020 – Fața blue (con Otherside)
- 2020 – Tango & Cash (con Rico888)
- 2020 – Felinare (con 911)
- 2020 – Mucles (con 911)
- 2020 – Peste tot (con Adrian Despot feat. Ovidiu Lipan Tandarica & Adi de la Valcea)
- 2021 – Lasa inima sa zbiere (con Smiley)
- 2021 – Socheres Merundo (con Rava)
- 2021 – Badum tss (con Cezar Guna e RealM)
- 2021 – Jumatati (con Senet e Spike)
- 2021 – Doar o bârfă
- 2021 – Maui (con WRS)
- 2021 – Droguri medicinale/2089 Freestyle (con 911)
- 2021 – Pur sânge (con Damian & Brothers)
- 2021 – Questo Summer
- 2021 – Crazy Valorant (con Roxen)
- 2021 – Moscova
- 2021 – Steak
- 2021 – Bloody Acapulco
- 2022 – Vin viu, plec mort (con HVNDS e Rava)
- 2022 – Unfollow Hate
- 2022 – Cum am știut (con Delia)
- 2022 – Niagara
- 2022 – Dă din el (con Diezz)
- 2022 – Brasileira (con Rava)
- 2023 – Stesun (con The Motans)
- 2023 – Bands (con Drei e Rick Ross)
- 2023 – Fvck
- 2023 – Rock This Way
- 2024 – Vampiri (con Berechet)
- 2024 – Necromancer
- 2024 – Hola ATM
- 2024 – Dernière cigarette (con Francis on My Mind)
- 2024 – Condei pentru 1000 jurnale (con Chimie e DJ Sfera)
- 2024 – Parfum de damă (con Andra)
- 2025 – WTFIsHappenin (con Puf)
- 2025 – Am ales (con Alina Eremia)
- 2025 – Lolita
- 2025 – Shiva

### Collaborazioni
- 2018 – Arde (Adda feat. Killa Fonic)